# Didier de Pierpont
Didier de Pierpont (Sint-Kruis, 9 oktober 1911 – Mont-Godinne, 6 oktober 2002) was een Belgisch bankier en burgemeester van de gemeente Sint-Kruis van 1947 tot 1970.

## Levensloop
Didier Emile Antoine Marie Ghislain de Pierpont was een achterkleinzoon van burgemeester Marie Jean Visart de Bocarmé van Sint-Kruis en een kleinzoon van Ernest Visart (1835-1917), die meer dan dertig jaar provincieraadslid was in West-Vlaanderen. Zijn vader, Ulric de Pierpont (1877-1916), was uit Herk-de-Stad naar Sint-Kruis overgekomen, als gevolg van zijn huwelijk in 1903 met Adrienne Visart de Bocarmé. Hij kwam uit een vroom gezin: drie van zijn broers werden jezuïet, een zus werd dominicanes en een andere oblate. Adrienne was van adel, Ulric de Pierpont was dat niet en Didier evenmin. Hij werd niettemin,  als kasteelbewoner en zich bewegend in adellijke kringen, zelf vaak beschreven als behorende tot de adel. Het is zijn oudste zoon, André,  die, in 2015 in de erfelijke Belgische adel werd opgenomen, samen met enkele andere leden van de familie de Pierpont.
Didier was de zesde van de acht kinderen de Pierpont-Visart. Ulric, kapitein-commandant bij de lansiers, overleed in een ziekenhuis in Calais op 23 juli 1916 aan de gevolgen van zijn oorlogsverwondingen. Na de Eerste Wereldoorlog werd de oorlogsweduwe Adrienne de Pierpont-Visart verkozen tot gemeenteraadslid op de lijst van Charles Casteleyn en werd schepen van Sint-Kruis.
Didier de Pierpont trouwde in 1948 met Françoise Lefèbvre (Pommeroeul, 31 juli 1926 – Ottignies, 29 juni 2011). Ze hadden vijf kinderen, waarvan de vier laatste onmiddellijk na hun geboorte overleden zijn.
Hij behaalde zijn diploma van doctor in de rechten aan de Katholieke Universiteit Leuven en was van 1937 tot 1944 advocaat in Brugge.
Hij behoorde tijdens de Tweede Wereldoorlog tot het verzet, met name tot het Geheim Leger en organiseerde een groep medestanders op zijn gemeente. Zijn groep organiseerde sabotage missies alsook wapen en explosieven transport. Zij organiseerden ook clandestiene missies alsook het evacueren van geallieerde vliegeniers. Zijn groep is erin geslaagd te vermijden dat de Duitsers, voor hun vertrek, de havenfaciliteiten (kaaien,...) zouden doen ontploffen, waardoor de haven gered werd.
Na de oorlog kreeg hij verschillende decoraties, waaronder:  Ridder in de orde van de kroon met palmen, Oorlog kruis 1940 met palmen, Ridder in de Orde van de Kroon en medaillewinnaar van het verzet.
Beroepshalve werd hij vanaf 1946 beheerder-directeur van de Bank van Roeselare en West-Vlaanderen. Hij was ook lang Voorzitter van Imenwest, de Intercommunale voor West-Vlaanderen van de groep EBES (electiciteits maatschappij, nu Suez), alsook vice-voorzitter van West-Vlaamse Hypotheekkas.
Tot op hoge leeftijd bewoonde hij het kasteel Rooigem, dat hij van de familie Visart had geërfd. Zijn laatste levensjaren bracht hij door in Lierneux in de Ardennen.

## Burgemeester
Bij de verkiezingen van oktober 1938 was de Pierpont kandidaat op de lijst van Pieter Janssens en werd hij tot gemeenteraadslid en in januari 1939 tot schepen verkozen. In juli 1941 had hij, na de benoeming buiten de raad, van de VNV'er Gaston Meire tot burgemeester, in de verslagen van het schepencollege laten notuleren dat hijzelf en zijn collega eerste schepen C. Thys van oordeel waren dat de afzetting van Pieter Janssens en de benoeming van Meire onwettig waren gebeurd. Ze werden dan ook prompt als Duitsvijandig uit hun ambt ontzet.
De Pierpont nam deel in 1946 aan de eerste naoorlogse gemeenteraadsverkiezingen, als laatste op de lijst Gemeentebelangen, die de steun had van de CVP, van de koningsgezinde groeperingen en van heel wat aanhangers van zijn voorganger. Hij behaalde een overweldigende meerderheid van 9 zetels, tegen 2 voor de socialisten. Aangezien het enorm aantal stemmen, die hij behaalde, werd hij tot burgemeester benoemd, met G. D'Hooghe als eerste schepen. 
In 1952 behield hij de meerderheid met 7 zetels, tegen 3 voor de socialisten en een voor de volksfiguur Van Reybrouck. Hij had op zijn lijst vroegere aanhangers van burgemeester Charles Casteleyn opgenomen, onder meer diens dochter, die schepen en ambtenaar van de burgerlijke stand werd. 
In 1958 bleven de verhoudingen dezelfde, hoewel nu Van Reybrouck als outsider vervangen was door de vroegere eerste schepen D'Hooghe, die uit onvrede met de CVP een eigen lijst had ingediend. 
In 1964 brak de latente onenigheid binnen de CVP openlijk uit. De ACW-fractie, ondersteund door leden van de middenstandsfractie, wilde het burgemeesterschap voor haar voorman, schepen Marcel Van Dille. De Pierpont wou aftreden, maar op aandringen van een belangrijk aantal inwoners heeft hij uiteindelijk een eigen lijst opgemaakt, waarop onder meer de populaire Charles Janssens, zoon van de vroegere burgemeester als kandidaat fungeerde. De Pierpont behaalde slechts twee zetels, de socialisten hadden er 4, Jacques Langerock (die de opvolging had genomen van de vroegere lijsten van Van Reybrouck en Dhooghe) één en de CVP 6. Door behendige onderhandeling, die veel te danken had aan de vriendschap van Charles Janssens met Achille Van Acker, vormde de Pierpont een coalitie met Langerock en de socialisten en werd de CVP naar de oppositie verwezen. Hijzelf behield het burgemeesterschap, Langerock werd eerste schepen en de socialisten veroverden twee schepenzetels. De Pierpont bleef het ambt uitoefenen totdat eind 1970 zijn gemeente werd opgeslorpt in het nieuwgevormde Groot-Brugge.